# Alessandro Dimai
Alessandro Dimai (* 1962 in Bruneck; † 7. März 2019) war ein italienischer Amateurastronom und Asteroidenentdecker.

## Leben
Er arbeitete mehr als 20 Jahre lang am Helmut-Ullrich-Observatorium bei Cortina d’Ampezzo.
Dabei legte er seinen Schwerpunkt auf die Beobachtung und Entdeckung von Supernovae. Dies führte im Zeitraum von 1999 bis 2013 zur Entdeckung von 18 Supernovae und zwei Veränderlichen Sternen.
Am 28. Januar 2000 entdeckte er den Asteroiden (50240) Cortina.
Der Asteroid (25276) Dimai wurde am 27. April 2002 nach ihm benannt.